# 布达纳
布达纳（Budhana），是印度北方邦Muzaffarnagar县的一个城镇。总人口32949（2001年）。

## 人口
该地2001年总人口32949人，其中男性17387人，女性15562人；0—6岁人口5926人，其中男3240人，女2686人；识字率49.08%，其中男性为57.24%，女性为39.97%。